# Хірасе Томоюкі
Хірасе Томоюкі (яп. 平瀬 智行, нар. 23 травня 1977, Каґошіма) — японський футболіст.

## Виступи за збірну
2000 року дебютував в офіційних матчах у складі національної збірної Японії. Відтоді провів у формі головної команди країни 2 матчі.

## Статистика виступів
| Збірна Японії | Збірна Японії | Збірна Японії |
| Роки          | Ігри          | голи          |
| ------------- | ------------- | ------------- |
| 2000          | 2             | 0             |
| Усього        | 2             | 0             |

## Титули і досягнення
- Чемпіон Японії (3):

«Касіма Антлерс»: 1996, 2000, 2001
- Володар Кубка Імператора Японії (2):

«Касіма Антлерс»: 1997, 2000
- Володар Кубка Джей-ліги (2):

«Касіма Антлерс»: 1997, 2000
- Володар Суперкубка Японії (3):

«Касіма Антлерс»: 1997, 1998, 1999